# Prosymna confusa
Prosymna confusa — вид змій родини Prosymnidae. Ендемік Анголи. Описаний у 2022 році.

## Поширення і екологія
Prosymna confusa відомі за кількома зразками, зібраними на південному заході Анголи. Вони живуть в мопанових рідколіссях, сухих саванах і напівпустельних чагарникових заростях.